# Euthyphleps tecttformis
Euthyphleps tecttformis es una especie de mantis de la familia Toxoderidae.

## Distribución geográfica
Se encuentra en Afganistán.